# يزيد بن سعود بن عبد العزيز آل سعود
الأمير يزيد بن سعود بن عبد العزيز آل سعود (1955 - 10 نوفمبر 2023) مدير الشؤون الإعلامية في وزارة الداخلية السعودية السابق، ولد في جدة عام 1955 ووالدته هي الأميرة سارة بنت ماضي الفهري القحطاني من عبيده قحطان. اعتُبر من أهم مالكي الخيل في السعودية وله عدة إسطبلات في مدينة الرياض في الجنادرية وشارك في السباقات الموسميه للخيل الإنتاج والمستورد.

## دراسته وعمل
حصل الأمير يزيد بن سعود بن عبد العزيز آل سعود على شهادة البكالوريوس في الأدب من قسم التاريخ في جامعة الملك سعود سنة 1403 هـ، ثم التحق بالعمل في وزارة الداخلية السعودية. ابتُعث من قبل الوزارة إلى بريطانيا لإكمال الدراسات العليا وعمل في بريطانيا ملحقًا ثقافيًا وكلف من وزارة الداخلية مشرفًا علي مبتعثي وزارة الداخلية في المملكة المتحدة، وحصل أثناء عمله على شهادة الماجستير من جامعة سلفورد.
عمل في وزارة الداخلية في الرياض في الإدارة العامة للعلاقات والتوجيه مدير الشؤون الإعلامية في الإدارة، وعمل سابقاً وكيلًا لشؤون المناطق.

## زواجه

### الزواج الأول
تزوج من الأميرة نورة بنت ناصر بن عبد العزيز آل سعود وله من الأبناء:
1. الأمير مشعل (مواليد 1976) حاصل على شهادة طيران مدني من الولايات المتحدة.
2. الأمير سعود (مواليد 1977) يحضر دراسات عليا في جامعة الملك عبد العزيز في جدة.
3. الأمير نواف (مواليد 1980) - مُتوفي.
4. الأمير سلمان (مواليد 1981) حاصل على بكالوريوس إدارة من الولايات المتحدة ويحضر دراسات عليا.
5. الأمير سلطان (مواليد 1990) حاصل على بكالوريوس إدارة اعمال من فرنسا.

### الزواج الثاني
تزوج من الأميرة شعاع بنت مبيرك البراك العتيبي وله من الأبناء:
1. الأميرة سارة (مواليد 1992) حاصلة علي بكالوريوس قانون

حاصلة علي ماجستير إدارة اعمال 
.
1. الأمير عبد العزيز (مواليد 1995)  حاصل على بكالوريوس قانون و علوم سياسية جامعة الملك سعود في الرياض.
2. الأميرة ود (مواليد 1998 تدرس البكالوريوس في جامعة الملك سعود فيالرياض.

## وفاته
توفي الأمير يزيد بن سعود بن عبد العزيز آل سعود في يوم الجمعة 26 ربيع الآخر 1445 هـ الموافق 10 نوفمبر 2023 وصلي عليه يوم الأحد 28 ربيع الآخر 1445 هـ الموافق 12 نوفمبر 2023، بعد صلاة العصر في جامع الإمام تركي بن عبدالله في مدينة الرياض ونقل جثمانه إلى مقبرة العود حيث دفن هناك.

## وصلات خارجية
- حوار صحفي مع يزيد بن سعود من جريدة الجزيرة حول اسطبلاته